# Jazz in der Kirche
Jazz in der Kirche ist ein Musikfestival, das zwischen 2004 und 2008 alle zwei Jahre in der Stadt Mönchengladbach durchgeführt wird. Nach einer zehnjährigen Pause wurde es  2018 als Neuauflage durch den Verein JazzClub Mönchengladbach veranstaltet. Auch im November 2021 fand das Festival statt.

## Geschichte
Von 2004 bis 2008 wurde Jazz in der Kirche vom Fachbereich Weiterbildung und Musik, Kommunale Musikförderung, veranstaltet. Das Festival fand im Juni 2004 zum ersten Mal in Mönchengladbach statt. Der Fachbereich Weiterbildung und Musik stellte gemeinsam mit den Katholischen und Evangelischen Kirchengemeinden sowie der Arbeitsgemeinschaft der Kirchenmusiker/- innen in Mönchengladbach ein Programm mit hohem künstlerischen Anspruch zusammen.
 
Das Festival möchte den Veranstaltungsort Kirche sowohl als Platz der Meditation, Sinnlichkeit, Stille und Musik als auch als Fixpunkt der Modernität durch die Präsentation von Jazz ins Blickfeld bündeln. Dabei wird Jazz als modernes Synonym für alte und neue improvisierte Musik angesehen. Durch die Kooperation mit Kirchenmusikern der Stadt, insbesondere der des Bistums Aachen, konnten namhafte internationale und nationale sowie lokale Jazzmusiker, insbesondere auch aus den Niederlanden, verpflichtet werden. 
2004 erlebten über 2500 Zuschauer 14 Konzerte an 10 Tagen. Höhepunkte des Programmes waren u. a. das Eröffnungskonzert der WDR Big Band Köln, der Auftritt der Gospelmusikerin, Melbra Rai und das Orgelkonzert der Jazzmusikerin Barbara Dennerlein. 
2006 erlebten etwa 2500 Zuschauer 13 Konzerte. Internationale Musiker wie z. B. Markus Stockhausen, Lydia van Dam, Ramesh Shotham und Jasper van’t Hof führten ein hochwertiges, abwechslungsreiches Programm auf.
2008 gab es Konzerte von u. a. Leonid Chizhik und Band, Wolfgang Seifen und Leonard Gincberg, sowie Nicolas Simion und Band.
2021 waren etwa das Ali Claudi Trio, Markus Stockhausen & Florian Weber, Hugo Read & Band und das Hans Anselm Quintett zu erleben.